# Гидрометеорологическая обсерватория (Минск)
Гидрометеорологическая обсерватория — историческое здание середины XX века в Минске, памятник архитектуры (номер 712Г000204). Ныне часть комплекса Белгидромета. Расположено по адресу: проспект Независимости, дом 110.

## История
Здание построено в 1934 году (по другим данным — в 1936 году) по проекту архитектора И. И. Володько для размещения геофизической обсерватории. В 1956 году обсерватория реорганизована в гидрометеорологическую станцию. В 1970 году возведено новое пятиэтажное административное здание Белгидромета.

## Архитектура
Здание возведено в стиле конструктивизма. В кирпичном здании три этажа и высокий цоколь, оно прямоугольное в плане с ризалитами и небольшим тамбуром. Обсерватория размещена на возвышении, что отразилось на общей ступенчатой структуре здания. Фасады ориентированы по сторонам света, главный северный фасад обращён к проспекту Независимости. Фасады, лишённые декора, прорезаны крупными, почти квадратными оконными проёмами. Лестничные клетки по боковым фасадам имеют сплошное вертикальное остекление. По углам дворового фасада на уровне 2-го и 3-го этажей размещены застеклённые балконы. Здание имеет коридорную планировку с размещением лабораторий и вспомогательных помещений по обеим сторонам коридора.
- Проект
- Передний фасад
- Дворовый фасад